# Sharbat Gula
Sharbat Gula (20 maart 1972) is een Afghaanse vrouw van de bevolkingsgroep Pasjtoen, die wereldwijd bekend werd als het Afghaanse meisje met de groene ogen (of in het Engels, Afghan Girl) toen haar portret in juni 1985 verscheen op het omslag van de National Geographic. De foto met de indringende groene ogen stond symbool voor de ellende van de Afghaanse Oorlog (1979-1989).
Fotograaf Steve McCurry nam de foto in 1984 in het vluchtelingenkamp Nasir Bagh bij Pesjawar in Pakistan, aan de grens met Afghanistan. Het meisje was toen ongeveer 13 jaar oud. Zeventien jaar lang bleef haar naam onbekend in de buitenwereld. Pas in 2002, na de inval onder leiding van de Verenigde Staten in Afghanistan, vond McCurry haar terug.

## Biografie
Sharbat Gula werd geboren in een klein, afgelegen dorp in Afghanistan, in de heuvels van Tora Bora in de provincie Nangarhar in het oosten van Afghanistan. Ze verloor haar ouders in het begin van de jaren tachtig bij een aanval door Sovjet-gevechtshelikopters op het dorp. Met haar grootmoeder en andere gezinsleden trok ze in 1984 te voet naar Pakistan, aan de andere kant van de bergen, waar ze terechtkwam in het Nasir Bagh-vluchtelingenkamp bij Pesjawar.
Tegen het eind van de jaren tachtig trouwde ze met Rahmat Gul en in 1992 keerde ze terug naar Afghanistan, naar het gebied van herkomst. Gula kreeg drie dochters: Robina, Zahida en Alia; een vierde dochter is zeer jong gestorven. Gula sprak de wens uit dat haar dochters de opleiding zouden ontvangen die zij zelf nooit had kunnen afmaken. Ze kon haar naam schrijven, maar verder kon ze niet lezen of schrijven.

## Foto
In het vluchtelingenkamp Nasir Bagh bij Pesjawar nam Steve McCurry, een fotograaf van de National Geographic, in 1984 twee foto's van Sharbat Gula, op Kodachrome-diafilm met zijn Nikon FM2. Het meisje was een van de leerlingen op een informele lagere school in het kamp; ze was toen ongeveer dertien jaar oud. Het was er vrijwel onmogelijk om Afghaanse vrouwen te fotograferen, en toen de gelegenheid zich voordeed, greep McCurry zijn kans.
De foto van Sharbat Gula verscheen in juni 1985 op de omslag van de National Geographic. De close-up van haar gezicht met de indringende groene ogen, die recht in de camera kijken, kreeg wereldwijd bekendheid onder de titel Afghan Girl. De foto stond symbool voor zowel de Afghaanse Oorlog (1979-1989) als voor de ellendige situatie van vluchtelingen over de hele wereld. De foto kreeg de kwalificatie the most recognized photograph (“de meest herkende foto”) in de geschiedenis van het tijdschrift.

## Zoektocht naar de “Afghan Girl”
De identiteit van het meisje op de foto bleef jarenlang onbekend. Afghanistan was vrijwel afgesloten voor de westerse media tot na de val van het Taliban-regime in 2001. Steve McCurry had toen al tien jaar vergeefs naar haar gezocht.
In januari 2002 reisde een team van National Geographic naar Afghanistan om verder te zoeken. McCurry haastte zich naar het kamp toen hij vernam dat Nasir Bagh zou worden opgeheven. Van de resterende bewoners kende iemand de broer van Gula en was in staat om contact met hem op te nemen. Intussen beweerden een aantal vrouwen dat zij de gezochte persoon waren; ook beweerden een aantal mannen dat zij met haar waren getrouwd.
Uiteindelijk werd Sharbat Gula, toen ongeveer dertig jaar oud, gelokaliseerd in een afgelegen regio in Afghanistan. Ze was in 1992 van het vluchtelingenkamp teruggekeerd naar de heuvels van Tora Bora. Haar identiteit werd vastgesteld door vergelijking van de irissen van haar ogen met die op de foto. Ze kon zich goed herinneren dat ze was gefotografeerd; het was tot dan toe de enige keer dat er een foto van haar was gemaakt. Ze had de foto nog nooit gezien en was totaal onbekend met de enorme wereldwijde impact van haar portret. 
In april 2002 verscheen in de National Geographic een coverstory over haar leven met een paar foto's van haar. Ook kwam er een televisiedocumentaire onder de titel Search for the Afghan Girl (“zoektocht naar het Afghaanse meisje”), die in maart 2002 werd uitgezonden. Door het genootschap werd het Afghan Girls Fund (“Fonds voor Afghaanse meisjes”) opgericht, een charitatieve instelling die zich inzet voor de opleiding van Afghaanse vrouwen.

## Arrestatie
De Pakistaanse autoriteiten arresteerden Gula in oktober 2016 op verdenking van omkoping en het vervalsen van identiteitskaarten.

## Sharbat Gula in populaire cultuur
In 2015 wijdde de symfonische metalband Nightwish een nummer aan Sharbat Gula in hun album Endless Forms Most Beautiful. Het nummer, The Eyes of Sharbat Gula is instrumentaal met folk-elementen en heeft een lengte van zes minuten.

## Evacuatie naar Italië
In november 2021 werd bekend dat Gula is geëvacueerd uit Afghanistan door Italië na de machtsovername van de Taliban in augustus 2021. Gula heeft aldaar de vluchtelingenstatus gekregen. Gula is geëvacueerd nadat zij had gevraagd om hulp Afghanistan te ontvluchten.

## Kritiek
In een artikel uit 2019 in het Indiase tijdschrift The Wire, waarin een interview met Gula uit 2002 is gepubliceerd, staat dat ze boos was omdat de foto zonder haar toestemming werd genomen en gepubliceerd. De schrijver van The Wire suggereert dat dit komt omdat "het niet gebruikelijk is voor een meisje van de traditionele Pasjtoencultuur om haar gezicht te onthullen, ruimte te delen, oogcontact te maken en gefotografeerd te worden door een man die niet tot haar familie behoort.